# 北冶春秋楼
北冶春秋楼，位于山西省临汾市翼城县唐兴镇北冶村南，建于清道光五年（1825）。 
1983年1月，北冶春秋楼公布为翼城县文物保护单位。